# Amtsgericht Garmisch-Partenkirchen
Das Amtsgericht Garmisch-Partenkirchen ist ein Gericht der ordentlichen Gerichtsbarkeit. Es ist eines von 73 Amtsgerichten in Bayern und eines von acht Amtsgerichten im Bezirk des ihm übergeordneten Landgerichts München II. Der Sitz des Amtsgerichts befindet sich am Rathausplatz 11 im Ortsteil Partenkirchen der Gemeinde Garmisch-Partenkirchen.

## Geschichte
Das Amtsgericht Garmisch-Partenkirchen mit dem damaligen Sitz in Garmisch entstand mit dem Gerichtsverfassungsgesetz von 1879 als Amtsgericht Werdenfels aus dem vorhergehenden bayerischen Landgericht älterer Ordnung Werdenfels. Die Bezeichnung Amtsgericht Garmisch-Partenkirchen führt es seit der Zusammenlegung von Garmisch und Partenkirchen im Jahr 1935.

## Zuständigkeitsbereich
Der Bezirk des Amtsgerichts umfasst den Landkreis Garmisch-Partenkirchen.

## Kritik
Zwei Richter des Amtsgerichts, Dieter Klarmann und Gernot Körner, gelangten zwischen 1993 und 2008 als „Skandalrichter“ beziehungsweise „Richter Gnadenlos“ wegen strenger Entscheidungen und umstrittener Methoden in die Kritik. Die von diesen Richtern gesprochenen Urteile hatten in vielen Fällen in der Berufungsinstanz am Landgericht München II keinen Bestand.